# 布盧芒廷 (阿肯色州)
布盧芒廷（英語：Blue Mountain）是一個位於美國阿肯色州洛根縣的城鎮。

## 地理
布盧芒廷的座標為35°07′51″N 93°42′44″W / 35.13083°N 93.71222°W，而該地的平均海拔高度為157米（即515英尺）。

## 人口
根據2020年美國人口普查的數據，布盧芒廷的面積為2.77平方千米，當中陸地面積為2.76平方千米，而水域面積為0.01平方千米。當地共有人口88人，而人口密度為每平方千米31人。